# Relations entre la Bulgarie et la Turquie
Les relations entre la Bulgarie et la Turquie sont des relations internationales s'exerçant entre la république de Bulgarie et la république de Turquie. La Bulgarie a une ambassade à Ankara et deux consulats à Istanbul et Edirne ainsi qu'une chancellerie à Bursa. La Turquie a une ambassade à Sofia et deux consulats à Plovdiv et Bourgas.
Les deux pays sont membres de l'Organisation du traité de l'Atlantique nord (OTAN). La Bulgarie est membre de l'Union européenne depuis le 1er janvier 2007 tandis que la Turquie est un candidat officiel. En raison des liens diplomatiques et économiques avec la Turquie, l'Assemblée nationale bulgare a refusé un projet de loi visant à reconnaître le génocide arménien en 2007.